# EXMIBAL
La explotación de níquel en El Estor, Izabal en Guatemala empezó en la década de 1950, cuando un terrateniente de la localidad mandó muestras muy promisorias a la Hanna Mining Company. Tras permitir que los executivos de la empresa minera prácticamente reescribiera la ley de Minería de Guatemala, el gobierno de Guatemala empezó el proyecto para otorgar una concesión por 40 años para la explotación del níquel a la empresa Explotaciones y Exploraciones Mineras de Izabal, S.A. (EXMIBAL), subsidiaria de la compaña canadiense International Nickel Company (INCO).

## Historia
Durante el gobierno de Julio César Méndez Montenegro se discutió la posibilidad de ceder las minas de níquel en Izabal pero esto no prosperó. Tan pronto como el general Carlos Arana Osorio inició su gestión el 1.º de julio de 1970, reabrió el caso de EXMIBAL y empezó a trabajar para cederle la concesión; pero numerosos sectores sociales se opusieron a la misma, ya que argumentaban que resultaría muy onerosa para el país. Uno de los principales opositores fue la Comisión que la Universidad de San Carlos creó para analizar el asunto; entre los miembros de la comisión estaba el licenciado Oscar Adolfo Mijangos López, para entonces diputado en el Congreso, el respetado intelectual guatemalteco y Alfonso Bauer Paiz, reconocido intelectual y exmiembro de los gobiernos de Juan José Arévalo Bermejo y de Jacobo Árbenz Guzmán, y Julio Camey Herrera. Camey Herrera y Bauer Paiz fueron atacados a tiros en noviembre de 1970: Camey murió a consecuencia de sus heridad, y Bauer Paz, herido, tuvo que salir al exilio.
Los miembros de la comisión se opusieron rotundamente a las condiciones de la concesión que propuso el Gobierno a EXMIBAL; luego del atentado contro Bauer Paiz y Camey, el 13 de febrero de 1971 Mijangos López fue asesinado por desconocidos cuando salía de su oficina en la 4.a avenida de la zona 1 de la Ciudad de Guatemala.
El 8 de mayo de 1971 el gobierno de Arana Osorio finalmente otorgó la concesión a EXMIBAL; esta cubría 385 kilómetros cuadrados en el área de El Estor, con una inversión inicial de US$228 millones. La mina, construida en las montañas de los indígenas Q'eqchi incluía un complejo residencial de 700 casas, numerosas oficinas, un hospital, un pequeño centro comercial, escuela, una cancha de golf y un gran área de procesamiento industrial.

### Masacre de Panzós

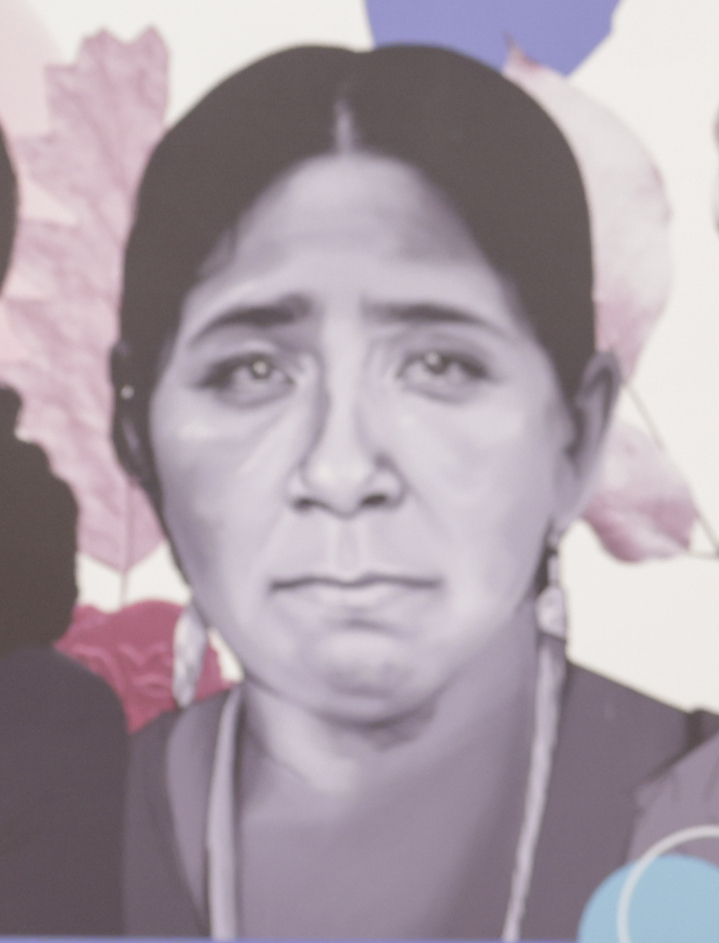
Ilustración de Adelina Caal «Mamá Maquín», líder que fue asesinada durante la masacre.

Hubo numerosas protestas populares en contra de EXMIBAL y contra la política agraria de los gobiernos militares de Guatemala durante los siguientes años.  Hacia 1978, progresó la capacidad de organización de los campesinos, a través de los comités que reivindicaban la titulación de las tierras, fenómeno que preocupó al sector terrateniente y a las empresas trasnacionales, como EXMIBAL.
Hacia el 24 o 25 de mayo de 1978, un contingente militar de unos 30 soldados se trasladó de Quinich a Panzós, municipio de Alta Verapaz que colinda con El Estor. Cuando un periodista le preguntó al alcalde Walter Overdick García acerca de la razón de la presencia del Ejército en la cabecera municipal, el funcionario respondió: «Se debe a que mucha gente pidió personalmente que el Ejército viniera a ver la tranquilidad del lugar, porque se daban cuenta de que aquí se me amotinaban trescientos, cuatrocientos campesinos».
El Ejército consideraba que la organización campesina era parte activa de la guerrilla. El 29 de mayo de 1978, para insistir en el reclamo de la tierra y manifestar el descontento ocasionado por los actos arbitrarios de los terratenientes y de las autoridades civiles y militares, campesinos de las aldeas Cahaboncito, Semococh, Rubetzul, Canguachá, Sepacay, finca Moyagua y barrio La Soledad, decidieron realizar una manifestación pública en la plaza de Panzós. A esta protesta fueron invitados también habitantes de El Estor, Izabal. Cientos de hombres, mujeres, niños y niñas indígenas se dirigieron a la plaza de la cabecera municipal de Panzós, cargando sus instrumentos de trabajo, machetes y palos. Una de las personas que participó en la manifestación afirma: «La idea no era pelear con nadie, lo que se pedía era la aclaración de la situación de la tierra.
El alcalde y los funcionarios municipales se encontraban dentro de la sede comunal, reunidos a puerta cerrada. Varios miembros del Ejército armados, algunos con ametralladoras, se encontraban en la puerta y también había francotiradores en el techo de la iglesia (el punto más alto de la aldea). Alrededor de las nueve de la mañana los campesinos solicitaron hablar con el alcalde sobre sus problemas de tierras. El alcalde accedió a hablar, pero solo con cuatro representantes del grupo. Sin embargo, debido al tumulto la reunión no se pudo realizar.
Hay distintas versiones sobre cómo se inició el tiroteo. Unos afirman que comenzó cuando «Mamá Maquín» empujó a un soldado que le impedía el paso; otros sostienen que se produjo debido a que la gente empujaba tratando de entrar en la municipalidad, lo que fue interpretado por los soldados como una agresión.
Los disparos, que sonaron durante unos cinco minutos, fueron hechos por las armas de reglamento que portaban los militares, así como las tres metralletas ubicadas a las orillas de la plaza.
Varios campesinos hirieron con machetes a varios soldados.
De inmediato, el Ejército cerró las principales calles de acceso, y después, los militares prohibieron entrar a la plaza. En la tarde, miembros del Ejército los llevaron a un lugar cercano al cementerio público y, con un tractor cavaron un agujero, donde inumaron los cuerpos. Panzós quedó ocupada por el Ejército, registrándose un aumento considerable del número de soldados destacados en el pueblo. Por espacio de varias semanas los pobladores no regresaron a sus casas y se escondieron del Ejército.
Por su parte, a pesar de ser vecinos, los campesinos de El Estor nunca llegaron a Panzós:  individuos armados les dispararon desde camiones propiedad de EXMIBAL cuando iban en camino a pie.
La masacre causó un gran impacto nacional e internacional. El 1 de junio de 1978 se realizó una numerosa manifestación de protesta en la capital, encabezada por la AEU (Asociación de Estudiantes Universitarios): fue conocida como la Marcha de los Paraguas.
A partir de la masacre el Ejército inició en el Valle Polochic una represión selectiva contra los líderes comunitarios que reivindicaban tierras y así también contra sacerdotes mayas. A consecuencia de estos hechos, se veían a diario cadáveres de indígenas flotando en el río Polochic. La represión generalizada atemorizó e inmovilizó a la población. Las peticiones de tierras disminuyeron drásticamente. Desde 1978 hasta 1996 no volvería a realizarse una manifestación pública.

### Otras protestas
Las protestas aumentaron, pero así también lo hizo la represión del gobierno, que asesinó a varios líderes comunitarias, estudiantiles y sindicales, y en noviembre de 1979 ocupó el Campus Central de la Universidad de San Carlos, considerado un centro de indoctrinación guerrillera.

## Cierre
Debido al incremento en el costo del petróleo, y a que el precio del níquel había caído considerablemente, EXMIBAL cesó sus operaciones en El Estor en 1981.  La planta de procesamiento de EXMIBAL se cerró en 1981, pero sus desechos tóxicos se mantienen en el área.
En febrero de 2003, INCO anunció que vendió la concesión de EXMIBAL a otra compaña canadiense: la Geostar Metals, Inc., la cual inició una nueva fase de extracción de níquel en El Estor.
Finalmente, en 2007 la empresa minera brasileña Vale empezó a diversificar sus negocios y adquirió a INCO, que hasta entonces había sido la segunda compañía minera de Canadá, por US$18,9 mil millones Y se convirtió en la mayor adquisición jamás realizada por una empresa brasileña. Así logró aumentar la participación de metales no ferrosos en los ingresos totales del 7% en 2000 a alrededor del 34% en 2006.